# Porsche Supercup 2007
Porsche Supercup 2007 var den femtonde säsongen av Porsche Supercup. Mästare blev Richard Westbrook.

## Kalender
| Datum        | Bana              | Vinnare            |
| ------------ | ----------------- | ------------------ |
| 14 april     | Sakhir            | Damien Faulkner    |
| 15 april     | Sakhir            | Uwe Alzen          |
| 13 maj       | Barcelona         | Richard Westbrook  |
| 27 maj       | Monaco            | Patrick Huisman    |
| 1 juli       | Magny-Cours       | Uwe Alzen          |
| 8 juli       | Silverstone       | Nicolas Armindo    |
| 22 juli      | Nürburgring       | Jeroen Bleekemolen |
| 5 augusti    | Hungaroring       | Richard Westbrook  |
| 26 augusti   | Istanbul          | Jeroen Bleekemolen |
| 9 september  | Monza             | Damien Faulkner    |
| 16 september | Spa-Francorchamps | Patrick Huisman    |

## Team och förare
| Team                                                                       | Nummer                                | Förare                             |
| -------------------------------------------------------------------------- | ------------------------------------- | ---------------------------------- |
| HISAQ Competition                                                          |                                       | Richard Westbrook, Storbritannien  |
| HISAQ Competition                                                          | Michael Schrey, Tyskland              |                                    |
| HISAQ Competition                                                          | Mark Basseng, Tyskland                |                                    |
| HISAQ Competition                                                          | Steven Kane, Storbritannien           |                                    |
| HISAQ Competition                                                          | Phil Bastiaans, Nederländerna         |                                    |
| Lechner Racing Team Bahrain                                                |                                       | Damien Faulkner, Irland            |
| Lechner Racing Team Bahrain                                                | Alessandro Zampedri, Italien          |                                    |
| SPS Automotive Performance                                                 |                                       | Uwe Alzen, Tyskland                |
| SPS Automotive Performance                                                 | Marc Benz, Schweiz                    |                                    |
| SPS Automotive Performance                                                 | Nemunas Dagilis, Litauen              |                                    |
| SPS Automotive Performance                                                 | Andzej Dzikevic, Litauen              |                                    |
| Konrad Motorsport                                                          |                                       | Patrick Huisman, Nederländerna     |
| Konrad Motorsport                                                          | Emilio de Villota Jr., Spanien        |                                    |
| Konrad Motorsport                                                          | Mikael Forsten, Finland               |                                    |
| Konrad Motorsport                                                          | Markus Palttala, Finland              |                                    |
| Team HP-PZ Koblenz                                                         |                                       | Christian Menzel, Tyskland         |
| Team Irwin SAS                                                             |                                       | David Saelens, Belgien             |
| Team Irwin SAS                                                             | Marc Hynes, Storbritannien            |                                    |
| Bleekemolen Race Planet PZ Essen                                           |                                       | Jeroen Bleekemolen, Nederländerna  |
| Bleekemolen Race Planet PZ Essen                                           | Sebastiaan Bleekemolen, Nederländerna |                                    |
| Bleekemolen Race Planet PZ Essen                                           | Michael Bleekemolen, Nederländerna    |                                    |
| Bleekemolen Race Planet PZ Essen                                           | Jaap van Lagen, Nederländerna         |                                    |
| Bleekemolen Race Planet PZ Essen                                           | Oliver Freymuth, Tyskland             |                                    |
| tolimit Motorsport                                                         |                                       | Nicolas Armindo, Frankrike         |
| tolimit Motorsport                                                         | Hannes Plesse, Tyskland               |                                    |
| Racing Team Indonesia PZ Essen RA Beheer                                   |                                       | Richard Williams, Storbritannien   |
| Racing Team Indonesia PZ Essen RA Beheer                                   | Phil Quaife, Storbritannien           |                                    |
| Lechner Racing School Team                                                 |                                       | Stefan Rosina, Slovakien           |
| Lechner Racing School Team                                                 | Jaber Al-Khalifa, Bahrain             |                                    |
| MRS-Team PZ Aschaffenburg                                                  |                                       | Oliver Maximin, Frankrike          |
| MRS-Team PZ Aschaffenburg                                                  | William Langhorne, USA                |                                    |
| MRS-Team PZ Aschaffenburg                                                  | Alexandre Negrão, Brasilien           |                                    |
| MRS-Team PZ Aschaffenburg                                                  | René Rast, Tyskland                   |                                    |
| Schnabl Engineering-LKM-Team JEBSEN                                        |                                       | Jiri Janak, Tjeckien               |
| Schnabl Engineering-LKM-Team JEBSEN                                        | Darryl O'Young, Hongkong              |                                    |
| Golden Spike Pertamina Indonesia Racing Team PZ Essen Jetstream Motorsport |                                       | Fabrice Walfisch, Frankrike        |
| Golden Spike Pertamina Indonesia Racing Team PZ Essen Jetstream Motorsport | Maher Algadri, Indonesien             |                                    |
| Golden Spike Pertamina Indonesia Racing Team PZ Essen Jetstream Motorsport | Christian Jones, Australien           |                                    |
| Golden Spike Pertamina Indonesia Racing Team PZ Essen Jetstream Motorsport | Stuart Kostera, Australien            |                                    |
| Golden Spike Pertamina Indonesia Racing Team PZ Essen Jetstream Motorsport | Tim Macrow, Australien                |                                    |
| Harders Plaza PZ Essen                                                     |                                       | Robert van den Berg, Nederländerna |
| Harders Plaza PZ Essen                                                     | Menno Kuus, Nederländerna             |                                    |
| HSF Porsche Centrum Eindhoven                                              |                                       | Paul van Splunteren, Nederländerna |
| HSF Porsche Centrum Eindhoven                                              | Simon Frederiks, Nederländerna        |                                    |
| HSF Porsche Centrum Eindhoven                                              | Bernhard ten Brinke, Nederländerna    |                                    |
| UPS Porsche Junior Team                                                    |                                       | Lance David Arnold, Tyskland       |
| UPS Porsche Junior Team                                                    | Martin Ragginger, Österrike           |                                    |
| Porsche AG                                                                 |                                       | Frank Biela, Tyskland              |
| Porsche AG                                                                 | Miguel Ángel de Castro, Spanien       |                                    |
| Porsche AG                                                                 | Altfrid Heger, Tyskland               |                                    |
| Porsche AG                                                                 | Norbert Kiss, Ungern                  |                                    |
| Porsche AG                                                                 | Derek Warwick, Storbritannien         |                                    |
| Porsche Cars Great Britain                                                 |                                       | Tim Harvey, Storbritannien         |
| Porsche Cars Great Britain                                                 | James Sutton, Storbritannien          |                                    |
| Speedlover                                                                 |                                       | Jürgen van Hover, Belgien          |

## Slutställning

### Förarmästerskapet
| Plats | Förare                 | Poäng |
| ----- | ---------------------- | ----- |
| 1     | Richard Westbrook      | 169   |
| 2     | Damien Faulkner        | 163   |
| 3     | Uwe Alzen              | 128   |
| 4     | Patrick Huisman        | 107   |
| 5     | Christian Menzel       | 104   |
| 6     | David Saelens          | 96    |
| 7     | Alessandro Zampedri    | 90    |
| 8     | Jeroen Bleekemolen     | 85    |
| 9     | Nicolas Armindo        | 72    |
| 10    | Richard Williams       | 60    |
| 11    | Marc Hynes             | 48    |
| 12    | Sebastiaan Bleekemolen | 42    |
| 13    | Stefan Rosina          | 42    |
| 14    | Jaap van Lagen         | 40    |
| 15    | Oliver Maximin         | 38    |
| 16    | William Langhorne      | 33    |
| 17    | Phil Quaife            | 33    |
| 18    | Jiri Janak             | 30    |
| 19    | Fabrice Walfisch       | 28    |
| 20    | Michael Schrey         | 16    |
| 21    | Marc Basseng           | 15    |
| 22    | Darryl O'Young         | 14    |
| 23    | Emilio de Villota Jr.  | 12    |
| 24    | Robert van den Berg    | 6     |
| 25    | Marc Benz              | 4     |
| 26    | Mikael Forsten         | 4     |
| 27    | Paul van Splunteren    | 4     |
| 28    | Nemunas Dagilis        | 1     |
| 29    | Simon Frederiks        | 1     |
| -     | Jaber Al-Khalifa       | 0     |
| -     | Maher Algadri          | 0     |
| -     | Lance David Arnold     | 0     |
| -     | Phil Bastiaans         | 0     |
| -     | Frank Biela            | 0     |
| -     | Michael Bleekemolen    | 0     |
| -     | Miguel Ángel de Castro | 0     |
| -     | Andzej Dzikevic        | 0     |
| -     | Oliver Freymuth        | 0     |
| -     | Tim Harvey             | 0     |
| -     | Altfrid Heger          | 0     |
| -     | Christian Jones        | 0     |
| -     | Steven Kane            | 0     |
| -     | Norbert Kiss           | 0     |
| -     | Stuart Kostera         | 0     |
| -     | Menno Kuus             | 0     |
| -     | Tim Macrow             | 0     |
| -     | Alexandre Negrão       | 0     |
| -     | Markus Palttala        | 0     |
| -     | Hannes Plesse          | 0     |
| -     | Martin Ragginger       | 0     |
| -     | René Rast              | 0     |
| -     | James Sutton           | 0     |
| -     | Bernhard ten Brinke    | 0     |
| -     | Jürgen van Hover       | 0     |
| -     | Derek Warwick          | 0     |

### Teammästerskapet
| Plats | Team                                                                       | Poäng |
| ----- | -------------------------------------------------------------------------- | ----- |
| 1     | Lechner Racing Team Bahrain                                                | 249   |
| 2     | HISAQ Competition                                                          | 202   |
| 3     | tolimit Motorsport                                                         | 173   |
| 4     | Team Irwin SAS                                                             | 140   |
| 5     | SAS Automotive Performance                                                 | 136   |
| 6     | Konrad Motorsport                                                          | 119   |
| 7     | Golden Spike Pertamina Indonesia Racing Team PZ Essen Jetstream Motorsport | 111   |
| 8     | Bleekemolen Race Planet PZ Essen                                           | 109   |
| 9     | Racing Team Indonesia PZ Essen RA Beheer                                   | 87    |
| 10    | MRS-Team PZ Aschaffenburg                                                  | 66    |
| 11    | Lechner Racing School Team                                                 | 42    |
| 12    | Schnabl Engineering-LKM-Team JEBSEN                                        | 41    |
| 13    | HSF Porsche Centrum Eindhoven                                              | 6     |